# D1ライツ

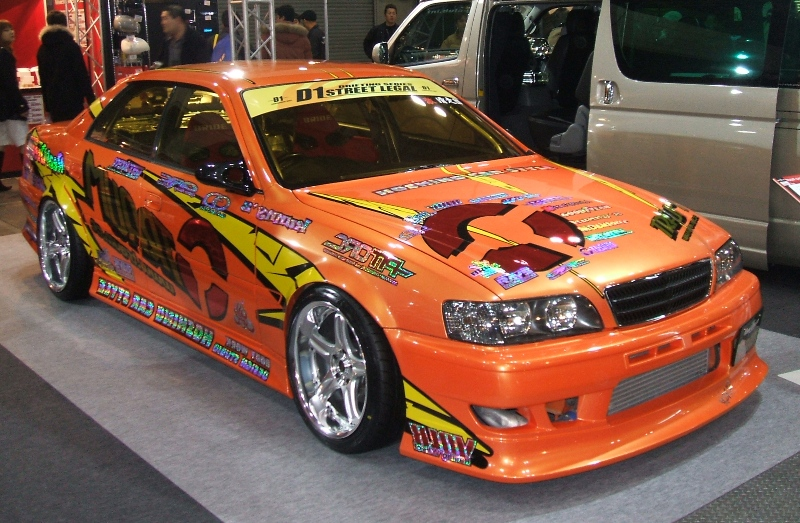
D1ストリートリーガル参戦車両 (チェイサー)

D1ライツ（ディーワンライツ、D1 LIGHTS）は、2018年から開催されているドリフト走行によって競われるモータースポーツの一カテゴリー。D1グランプリ（D1GP）の下位カテゴリーとして開催されている。通称「ライツ」、「D1LT」。
2005年から2016年までは、前身となるカテゴリーのD1ストリートリーガル（D1 STREET LEGAL、D1SL）及びその下位カテゴリーで女性のみにより競われるD1レディースリーグが開催されていた。本記事ではそれらや、D1ライツの下位カテゴリーとなるD1ディビジョナルシリーズ（地方戦）についても扱う。

## 概要
ドリフト走行の技術を競う日本最高峰のモータースポーツカテゴリーであるD1グランプリの直下に位置するカテゴリーとして、前身となるD1ストリートリーガルから車両・競技規則を一新し、2018年から開催されている。
D1グランプリへの登竜門として位置づけられており、シリーズで総合16ポイント以上を獲得することで、D1グランプリに参戦することができるD1-GPドライバーズライセンスが発給される。シリーズ上位入賞者が翌年にD1グランプリへステップアップしたケースも多い。
「DOSS（D1オリジナルスコアリングシステム）」による機械審査が行われるD1グランプリとは異なり、複数の審査員によって審査される一方、競技・採点方法はD1グランプリのものを踏襲している。また、全国各地のサーキットを転戦するという点ではD1グランプリと共通しているが、日光サーキットや名阪スポーツランド、備北ハイランドサーキットなどの比較的小規模なサーキットが多いことが特徴である（ただし、国際格式コースのオートポリスでD1グランプリと併催されたこともある）。
使用される車両はD1グランプリに比べて改造範囲が狭く、市販車に近いものが多い（ただし、ナンバープレートが付いている車両での参戦は認められていない）。

## 歴史

### D1ストリートリーガル
2005年
エビスサーキットと筑波サーキットで、エントリー資格を「過去にD1グランプリ出場権利を保有していたことがある選手」として開催された。自動車メーカーのワークス参戦を禁止し（ただし、日産の直系チームであるNISMOが末永直登を擁して参戦している）、また参加車両には車検の取得が義務付けられていた。同年にはD1ディビジョナルシリーズ（地方戦）もスタートした。
2006年
全7戦の正式なシリーズ戦としてスタート。D1グランプリとの併催ラウンドを除き、エントリー資格を撤廃し誰でも参加可能とし、D1グランプリへのステップアップカテゴリーとしての色彩を明確にした。
2010年
参加車両の車検取得義務が無くなった。また同年、D1レディースリーグと東日本・西日本シリーズが発足。
2011年
それまで同一形式ラインナップを除き禁止されていたエンジンスワップが認められるようになった。
2014年
それまで認められていたナイトラス・オキサイド・システム (NOS) の使用が禁止された。
2016年
11月20日、最終戦（第6戦）で練習走行していた車両のタイヤが外れ、スポッターの女性に直撃し搬送先の病院で死亡する事故が発生した。主催者はその後行われる予定だった決勝の開催を中止し、チケット代金を返金する処置をおこなった。事故を受け、以降の開催は休止されたため、この最終戦がD1SLとしての最後の大会となった。

### D1ライツ
2017年
12月5日、D1SLに代わる新シリーズとして「D1 LIGHTS（ディーワンライツ）」の発足が発表された。
2018年
1月20日に「プレシーズンマッチ」（栃木県・日光サーキット）が開催され、同年5月26日・27日にシリーズ第1戦（新潟県・日本海間瀬サーキット）が開催された。
2019年
ナンバー付き車両での参戦が不可能になった。
2020年
開幕戦（名阪スポーツランド）は3月28・29日の日程で予定されていたが、新型コロナウイルスの影響で2週間後の4月11・12日に、同時に使用コースはCコースからEコースへ変更された。さらにその後のスケジュール変更により開幕戦は7月23日の奥伊吹モーターパークに変更され、名阪スポーツランドでの開催は12月に変更となった。
2021年
第6・7戦（備北ハイランドサーキット）にて、YouTubeでのライブ配信を試験的に有料のプレミアムチャンネルでのみ実施（大会終了後無料公開）したが、その後は今まで通り無料配信されている。
2023年
YouTubeでのライブ配信を、D1グランプリ公式チャンネルに代わってビデオオプション公式チャンネル（VIDEO OPTION）が担当することとなった。
2024年
JAFの日本ドリフト選手権設立に伴い、D1ライツも「JAF 地方ドリフト選手権 D1 LIGHTS」となった。

## カテゴリー構成
参加ライセンスに関しては全日本プロドリフト選手権#レギュレーションも参照のこと。

### ストリートリーガル時代
D1SLシリーズ
D1GPの直下に位置するシリーズ。出場にはAライセンス以上のライセンスが必要だが、D1スーパーライセンス所持者の出場は不可。2015年は全6戦で争われた。シリーズ上位30名は、11月に開催される「SL統一全国大会」への出場が可能。2016年終了。
D1SL 東日本・西日本
D1SLシリーズの下位に位置するシリーズで、2010年より発足。出場にはBライセンス以上のライセンスが必要。2015年は東西とも各3戦ずつで争われた。各シリーズ上位10名は「SL統一全国大会」への出場が可能。2016年終了。
D1ディビジョナルシリーズ
いわゆる「地方戦」。D1全体のピラミッドの中で最も下に位置するシリーズで、ルーキー講習会を受講してD1Eライセンスを取得すれば出場可能（逆にD1GPライセンス保持者の出場は不可）。2015年は6シリーズが開催された。2010年より、各シリーズのポイントランキング10位以内の選手には「地方戦全国大会（MSF SHOOTOUT）」の出場権が与えられた。地方戦全国大会で3位以内に入ると一気にGPライセンスが取得できる。なお地方によっては、地方戦クラスの下にさらに「ビギナークラス」を設けているケースもあった。
D1レディースリーグ
読んで字のごとく、ドライバーを女性に限定したシリーズ。2010年より発足。出場資格はEライセンス以上のライセンスとなっており、地方戦同様ルーキー講習会を受講するだけで参戦できる。2015年は全6戦で行われた。2016年終了。

### 現在
D1ライツ
D1SLと同様D1GPの直下に位置し、出場にはD1-GPライセンスかAライセンスが必要。
D1ディビジョナルシリーズ
D1SL時代から引き続き開催されている。2023年は、関東地方で行われる「セントラル」、中部地方で行われる「ミドルウエスト」、関西・中国地方で開催される「ウエスト」、沖縄県で開催される「オキナワ」の4選手権で構成される。2019年には2年ぶりに全国大会が開催された。

## 主な車両レギュレーション

### D1グランプリとの差異
- 近年のD1GP車両では一般的な、ラジエーターをトランクに設置するリアラジエーター化は認められていない。

- タイヤの幅は265幅までで、外径や断面幅がカタログ数値を超えてはならない（D1GPでは車両とドライバー・ドライバーの装備品を含めた重量が1275kg未満の車両は265幅まで、1275kg以上の車両は285幅まで使用可能）。

- サスペンションの取り付け位置を変更するためにシャシーを加工することは禁止されている。

- 運転席と助手席のドアは無加工である必要がある。

- モノコックの切除は認められない（D1GPでは車体の前後に限りパイプフレーム化が認められている）。

### ストリートリーガル時代のレギュレーションについて
D1ストリートリーガルではD1GPのみならず現在のD1ライツと比較しても改造範囲が制限されており、名実ともにストリート仕様に近い車両で争われていた。
エンジンスワップの制限
シリーズ創設当初は、形式ラインナップ内のエンジンまでにエンジンスワップが制限されており（具体的にはS14・S15型シルビアにおいて自然吸気のSR20DEエンジンをターボチャージャー付きのSR20DETに換装する、などは許可されていた）、他形式、他メーカー、異なる気筒数のエンジンを搭載するのは許可されていなかった（4A-G→SR20、RB20→SR20など）。また、2006年シーズンまでは同じシリーズ内での排気量アップも認められておらず（RB20→RB25・RB26、1JZ→2JZなど）、そのため2005年のエキシビジョンでは、Bee☆RがあえてR32型スカイライン（RB20・25を搭載、FR）でなく、RB26を搭載する4WDのスカイラインGT-R（BNR32）をFR化して使用していた。ただし、特例としてCA18→SR20、3A-U→4A-Gの変更は認められていた（改造公認車検の所得が条件である）。
2011年より規定が改定され、エンジンスワップが自由化された（ナンバー付き車両の場合は要構造変更、既に抹消済み車両の場合はエントリー時にエンジンルームと下回りの写真を提出、新規で製作する場合は事務局に申請書を出し、製作途中及び完成時に資料を提出することが義務化されている）となった。ただしボディの切除はレギュレーション上禁止されている為、ボディ加工を伴うようなエンジンスワップは不可能であった。
ボルトオンターボやスーパーチャージャーの装着は認められていた。これらのものを装着した場合はマシンスペック申告用紙に各種過給装置の詳細を記載しなければならない。なおナイトラス・オキサイド・システム(NOS)は2014年より使用が禁止された。
末期にはD1GP同様にハイパワー化が進み、上位に入る車両の大半がエンジン本体にも手を加えた400馬力オーバーの車両が殆どとなった。レギュレーション上触媒装着とウェイストゲートの排気戻しが義務化されており、それによる排気抵抗から来るタービン等へのダメージの蓄積を少しでも避ける為に、触媒の取り付け位置を純正位置よりも後方にするなど、D1GP車両とは違う工夫も見られる。
メーカー車の標準装備（トヨタ自動車のMR-S等）以外のシーケンシャルミッションの使用禁止、安全タンクの使用禁止
両者ともに改造価格が非常に高額になってしまう事と、ストリート仕様とかけ離れるため。ただしS13型及びS14型シルビアにS15型シルビア用の6速ミッション（純正品をベースとして強化されたニスモ製等）や、1JZ搭載車へのJZA80スープラ純正のゲトラグ製6速ミッションの流用装着などは認められている。
内装、ドアのフルオリジナル化、オーディオ取り付けの義務化、6点式ロールケージ+サイドバーの取り付け義務、ロールケージパッドの取り付け義務
これもストリート仕様遵守のため。ただしドアとロールケージのサイドバーが干渉する場合には、その部分の内装除去が認められている。ロールケージはD1GP同様にTボーンクラッシュや横転の危険があるため、それに対する予防。ロールケージパッド装着義務については、安全対策の他にも、パッドが無い場合は車検に通らない（2010年以降は車検未取得でも出走可能になった）ためである。また、ロールケージによって後部座席の空間が確保出来ない場合には、2人乗車で改造車検を取る必要がある。

## 記録

### 過去の総合優勝者
- 第1回大会（2006年） - 萩迫貴史 - 車両：日産・シルビア （PS13）
- 第2回大会（2007年） - 松川和也 - 車両：日産・180SX（RPS13）
- 第3回大会（2008年） - 末永直登 - 車両：日産・シルビア（PS13）
- 第4回大会（2009年） - 中村直樹 - 車両：日産・シルビア（S15）
- 第5回大会（2010年） - 中村直樹 - 車両：日産・シルビア（PS13）
- 第6回大会（2011年） - 田中省己 - 車両：日産・シルビア (PS13）
- 第7回大会（2012年） - 横井昌志 - 車両：日産・シルビア (S14）
- 第8回大会（2013年） - 北岡裕輔 - 車両：トヨタ・マークII (JZX100）
- 第9回大会（2014年） - 中村直樹 - 車両：日産・シルビア（PS13）
- 第10回大会（2015年） - 北岡裕輔 - 車両：トヨタ・マークII (JZX100）
- 第11回大会（2016年） - 植尾勝浩[6] - 車両：日産・シルビア（S15）
- LIGHTS 第1回大会（2018年） - 石川隼也 - 車両：日産・シルビア（S14）
- LIGHTS 第2回大会（2019年） - 目桑宏次郎 - 車両：日産・シルビア（PS13）
- LIGHTS 第3回大会(2020年) - 目桑宏次郞 - 車両：日産・180SX（RPS13）
- LIGHTS 第4回大会(2021年) - ヴィトー博貴 - 日産・シルビア(PS13)
- LIGHTS 第5回大会(2022年) - 田野結希 - 日産・シルビア(S15)
- LIGHTS 第6回大会(2023年) - 米内寿斗 - 日産･180SX(RPS13)

### その他
- 2006年度、セキアヒルズDECサーキットにおいてD1グランプリ、D1ストリートリーガル共に開催史上初となるFF車・ホンダ・シビック（EG6）が吉村琢也によって本戦出場を果たしている（出場カテゴリーはD1ストリートリーガル）。
- 2006年度第7戦、セキアヒルズDECサーキットにおいて、相田幸夫が開催史上初となる軽自動車、スバル・レックス(KH3)によって本戦出場を果たしている[7]。
- 最高齢出場者はDaiの59歳。最高齢優勝者は岡村和義の47歳。
- 最年少出場者は16歳の現役高校生・金岡真矢。特例で出場を認められた[8]。

## スケジュール・優勝者（SL、LIGHTSのみ）

### D1ストリートリーガル

#### 2005年
- Round1（8月20・21日）　エビスサーキット - 末永直登 - 日産・シルビア（S15）
- Round2（11月20日）　筑波サーキット - 一柳和人 - 日産・180SX（RPS13）

#### 2006年
- Round1（2月4・5日）　セキアヒルズDECサーキット - 末永正雄 - マツダ・RX-7（FD3S）
- Round2（4月15・16日）　エビスサーキット - 末永正雄 - マツダ・RX-7（FD3S）
- Round3（4月29・30日）　スポーツランドSUGO - 猪瀬徹 - 日産・シルビア（S15）
- Round4（5月13・14日）　富士スピードウェイ - 福山博行 - 日産・シルビア（PS13）
- Round5（7月29・30日）　オートポリス - 岡村和義 - 日産・シルビア（S15）／萩迫貴史 - 日産・シルビア（PS13）[9]
- Round6（8月26・27日）　エビスサーキット - 古口美範 - トヨタ・チェイサー（JZX100）
- Round7（11月11・12日）　セキアヒルズDECサーキット - 日比野哲也 - 日産・シルビア（S14）

#### 2007年
- Round1（2月3日・4日）　セキアヒルズDECサーキット - 松川和也 - 日産・180SX（RPS13）
- Round2（5月25日・26日）　鈴鹿サーキット - 駒形行春 - スバル・インプレッサ（GDB）
- Round3（6月8日・9日）　スポーツランドSUGO - 堀野仁 - 日産・シルビア（S14）
- Round4（8月24日・25日）　エビスサーキット - 松井有紀夫 - 日産・180SX（RPS13）
- Round5（11月10日・11日）　セキアヒルズDECサーキット - 萩迫貴史 - 日産・シルビア（PS13）

#### 2008年
- Round1(4月13・14日）　エビスサーキット南コース - 末永直登-日産・シルビア（PS13）
- Round2(5月24日)　鈴鹿サーキット - 末永直登-日産・シルビア（PS13）
- Round3(6月28日)　岡山国際サーキット - 中村直樹-日産・シルビア（S15）
- Round4(8月30日)　エビスサーキット南コース - 末永直登-日産・シルビア（PS13）
- Round5(9月20・21日）　日本海間瀬サーキット - 軸屋清文-日産・シルビア（S15）
- Round6(10月15・16日）　DECセキアヒルズサーキット - 末永直登-日産・シルビア（PS13）
- Round7(12月14日）　筑波サーキット・コース2000 - 末永直登-日産・シルビア（PS13）

#### 2009年
- Round1(4月11・12日)　備北ハイランドサーキット - 軸屋清文-日産・シルビア（S15）
- Round2(6月13・14日)　エビスサーキット南コース - 中村直樹-日産・シルビア（S15）
- Round3(7月10・11日)　日光サーキット - 中村直樹-日産・シルビア（S15）
- Round4(9月21・22日)　日本海間瀬サーキット - 中村直樹-日産・シルビア（S15）
- Round5(11月7・8日)　エビスサーキット西ドリフトコース - 軸屋清文-日産・シルビア（S15）
- Round6(12月5日)　エビスサーキット西ドリフトコース - 横井昌志-日産・シルビア（S14）

#### 2010年
- Round1(4月17・18日)　備北ハイランドサーキット - 軸屋清文-日産・シルビア（S15）
- Round2(5月8・9日)　エビスサーキット南コース - 手塚強-日産・スカイライン（ER34）
- Round3(7月10・11日)　鈴鹿サーキット - 中村直樹-日産・シルビア（PS13）
- Round4(9月4・5日)　エビスサーキット西ドリフトコース - 田中裕司-日産・シルビア（S14）
- Round5(9月25・26日)　日本海間瀬サーキット - 佐久間達也-日産・180SX（RPS13）
- Round6(10月9・10日)　日光サーキット - 中村直樹-日産・シルビア（PS13）

#### 2011年
- Round1(4月16・17日)　備北ハイランドサーキット - 軸屋清文-日産・シルビア（S15）
- Round2(5月28・29日)　日本海間瀬サーキット - 横井昌志-日産・シルビア（S14）
- Round3(7月2・3日)　日光サーキット - 軸屋清文-日産・シルビア（S15）
- Round4(8月27・28日)　鈴鹿サーキット - 田中省己-日産・シルビア（PS13）
- Round5(9月17・18日)　エビスサーキット南コース - 軸屋清文-日産・シルビア（S15）
- Round6(10月29・30日)　名阪スポーツランド - 田中省己-日産・シルビア（PS13）

#### 2012年
- Round1(4月7・8日)　備北ハイランドサーキット - 脇敬朗-日産・シルビア（S15）
- Round2(5月19・20日)　エビスサーキット南コース - 北岡裕輔-トヨタ・マークII（JZX100）
- Round3(6月16・17日)　名阪スポーツランド - 横井昌志-日産・シルビア（S14）
- Round4(7月14・15日)　瀬戸内海サーキット - 寺町邦彦-日産・シルビア（PS13）
- Round5(9月1・2日)　日本海間瀬サーキット - 寺町邦彦-日産・シルビア（PS13）
- Round6(10月27・28日)　日光サーキット - 村山悌啓-日産・シルビア（S14）

#### 2013年
- Round1(3月30・31日)　日本海間瀬サーキット - 藤野秀之-日産・180SX（RPS13）
- Round2(5月18・19日)　備北ハイランドサーキット - 濱田清文-トヨタ・マークII（JZX90）
- Round3(6月22・23日)　エビスサーキット南コース - 小橋正典-日産・シルビア（PS13）
- Round4(8月17・18日)　瀬戸内海サーキット - 平島明-日産・シルビア（PS13）
- Round5(10月5・6日)　日光サーキット - 北岡裕輔-トヨタ・マークII（JZX100）

#### 2014年
- Round1(4月12・13日)　備北ハイランドサーキット - 中村直樹-日産・シルビア（PS13）
- Round2(5月10・11日)　日本海間瀬サーキット - 小野享之-日産・ローレル（C33）
- Round3(6月7・8日)　瀬戸内海サーキット - 中村直樹-日産・シルビア（PS13）
- Round4(9月6・7日)　名阪スポーツランド - 山元純次-マツダ・RX-7（FD3S)
- Round5(10月4・5日)　日光サーキット - 中村直樹-日産・シルビア（PS13）
- Round6(11月1・2日)　エビスサーキット南コース - 中村直樹-日産・シルビア（PS13）

#### 2015年
- Round1(4月4・5日)　備北ハイランドサーキット - 北岡裕輔-トヨタ・マークII（JZX100）
- Round2(5月30・31日)　日本海間瀬サーキット - 北岡裕輔-トヨタ・マークII（JZX100）
- Round3(7月4・5日)　瀬戸内海サーキット - 北岡裕輔-トヨタ・マークII（JZX100）
- Round4(8月22・23日)　名阪スポーツランド - 石川隼也-日産・シルビア（S14）
- Round5(9月26・27日)　エビスサーキット南コース - 中村健一-トヨタ・マークII（JZX110）
- Round6(10月31・11月1日)　日光サーキット - 磯貝直弘-日産・シルビア（S14）

#### 2016年
- Round1(4月16・17日)　備北ハイランドサーキット - 植尾勝浩-日産・シルビア（S15）
- Round2(5月28・29日)　エビスサーキット南コース - 植尾勝浩-日産・シルビア（S15）
- Round3(7月9・10日)　名阪スポーツランド - 石川隼也-日産・シルビア（S14）
- Round4(8月20・21日)　日本海間瀬サーキット - 植尾勝浩-日産・シルビア（S15）
- Round5(10月15・16日)　瀬戸内海サーキット - 今前田隆敏-日産・シルビア（S14）
- Round6(11月19・20日)　日光サーキット - 事故のため中止

### D1ライツ

#### 2018年
- Round1(5月26・27日)　日本海間瀬サーキット - 齋藤大輔-日産・180SX（RPS13）
- Round2(6月16・17日)　名阪スポーツランド - 高木美紀-日産・シルビア（PS13）
- Round3(8月18・19日)　備北ハイランドサーキット - 石川隼也-日産・シルビア（S14）
- Round4(9月29・30日)　エビスサーキット南コース - 中村直樹-日産・シルビア（PS13）
- Round5(11月30・12月1日)　日光サーキット - 中村直樹-日産・シルビア（PS13）

#### 2019年
- Round1(5月25・26日)　備北ハイランドサーキット - 野々英喜-日産・シルビア（PS13）
- Round2(7月6・7日)　エビスサーキット - 米内寿斗-日産・180SX（RPS13）
- Round3(8月3・4日)　日光サーキット - 川島将貴-トヨタ・マークII（JZX100）
- Round4(8月31・9月1日)　名阪スポーツランド - 高木美紀-日産・シルビア（PS13）
- Round5(11月  2日)　オートポリス - 波紫聖和-日産・シルビア（S15）

#### 2020年
- Round1(7月23日) 奥伊吹モーターパーク - 目桑宏次郞-日産・180SX
- Round2(8月8・9日) 名阪スポーツランド - 米内寿斗-日産・シルビア(S15)
- Round3(9月5・6日) 備北ハイランドサーキット - 米内寿斗-日産・シルビア(S15)
- Round4(10月17・18日) 備北ハイランドサーキット - 米内寿斗-日産・シルビア(S15)
- Round5(11月14日) エビスサーキット西コース - 目桑宏次郞-日産・180SX
- Round6(12月  5日) 名阪スポーツランド(デュアルファイナル1日目) - 目桑宏次郞-日産・180SX
- Round7(12月  6日) 名阪スポーツランド（デュアルファイナル2日目） - 目桑宏次郞-日産・180SX

#### 2021年
- Round1(4月23・24日) 奥伊吹モーターパーク - 田野結希-日産・スカイライン（R31）
- Round2(5月22日) 名阪スポーツランド (デュアルファイナル1日目) - ヴィトー博貴-日産・シルビア(PS13)
- Round3(5月23日) 名阪スポーツランド (デュアルファイナル2日目) - 野々英喜-日産・シルビア(S15)
- Round4(7月10日) 日光サーキット(デュアルファイナル1日目) - 柳杭田貫太-日産・シルビア(S14)
- Round5(7月11日) 日光サーキット(デュアルファイナル2日目) - 伊藤満紀-トヨタ・チェイサー(JZX90)
- Round6(9月  4日) 備北ハイランドサーキット(デュアルファイナル1日目) - 野々英喜-日産・シルビア(S15)
- Round7(9月  5日) 備北ハイランドサーキット(デュアルファイナル2日目) - ヴィトー博貴-日産・シルビア(PS13)
- Round8(10月2・3日) 奥伊吹モーターパーク - 柳杭田貫太-日産・シルビア(S14)

#### 2022年
- Round1(3月26日) つくるまサーキット那須(デュアルファイナル1日目) - 最上弦毅-日産・180SX(RPS13)
- Round2(3月27日) つくるまサーキット那須(デュアルファイナル2日目) - 最上弦毅-日産・180SX(RPS13)
- Round3(5月21日) 名阪スポーツランド(デュアルファイナル1日目) - 田村健多-日産・シルビア(S15)
- Round4(5月22日) 名阪スポーツランド(デュアルファイナル2日目) - 最上弦毅-日産・180SX(RPS13)
- Round5(7月  9日) 日光サーキット(デュアルファイナル1日目) - 中村大介-日産・180SX(RPS13)
- Round6(7月10日) 日光サーキット(デュアルファイナル2日目) - 伊藤満紀-トヨタ･チェイサー(JZX90)
- Round7(9月24日) 備北ハイランドサーキット(デュアルファイナル1日目) - 中村大介-日産・180SX(RPS13)
- Round8(9月25日) 備北ハイランドサーキット(デュアルファイナル2日目) - 土居雅和-日産・シルビア(S13)

#### 2023年
- Round1（3月25日） 名阪スポーツランド(デュアルファイナル1日目) - 田野結希 - 日産・シルビア(S15)
- Round2（3月26日）名阪スポーツランド(デュアルファイナル2日目) - 田村健多 - 日産・シルビア(S15)
- Round3（5月12・13日）奥伊吹モーターパーク - 陣野寿幸 - 日産・シルビア(S15)
- Round4（7月8日）日光サーキット(デュアルファイナル1日目) - 米内寿斗 - 日産･180SX(RPS13)
- Round5（7月9日）日光サーキット(デュアルファイナル2日目) - 奥茂祐真 - 日産・シルビア(S13)
- Round6（8月25・26日）エビスサーキット - 古賀誠進 - 日産･180SX(RPS13)
- Round7（9月30日）備北ハイランドサーキット(デュアルファイナル1日目) - 米内寿斗 - 日産･180SX(RPS13)
- Round8（10月1日）備北ハイランドサーキット(デュアルファイナル2日目) - 米内寿斗 - 日産･180SX(RPS13)